# クロバーコーポレーション
株式会社クロバーコーポレーションは、大阪府大阪市東成区に本社を置く化粧石鹸・化粧品の製造販売会社である。

## 沿革
- 1946年（昭和21年）長沢松市、大阪市東住吉区で難波鳩舎（なんばきゅうしゃ）を設立。石鹸製造業開始
- 1949年（昭和24年）3月 東成区に於いて長沢油脂工業（株）設立
- 1963年（昭和38年） 6月 東京都千代田区に東京営業所を開設
- 1964年（昭和39年）6月 クロバー石鹸株式会社に社名変更
- 1990年（平成2年）
  - 4月  代表取締役社長に永井 正一就任（創業者長男、三和銀行、三和総合研究所出身）
  - 5月 株式会社クロバーコーポレーションに社名変更。東京営業所を支店に昇格
- 1994年（平成6年）5月  本社ビル竣工、鉄筋5階建（延床1,562㎡）
- 2000年（平成12年）7月 液体新工場竣工、鉄筋5階建（延床1,200㎡）
- 2001年（平成13年）9月 東京支店事務所を墨田区より中央区日本橋本町に移転
- 2006年（平成18年）4月 ISO9001：2000認証取得[1]
- 2011年（平成23年）4月 東京支店事務所を日本橋本町から日本橋本石町に移転
- 2015年（平成27年）4月 ISO9001：2008更新

## 関連する業界
- 日本石鹸洗剤工業組合
- 近畿石鹸洗剤工業協同組合
- 化粧石けん公正取引協議会